# Bozská Ema
Božská Ema (bra A Divina Ema) é um filme tchecoslovaco de 1979, do gênero drama histórico, dirigido por Jiří Krejčík. 
Foi selecionado como representante da Tchecoslováquia à edição do Oscar 1981, organizada pela Academia de Artes e Ciências Cinematográficas.[carece de fontes?]

## Elenco
- Božidara Turzonovová - Emmy Destinn
- Juraj Kukura - Victor
- Miloš Kopecký - Samuel
- Jiří Adamíra - Colonel
- Václav Lohniský